# Damphu

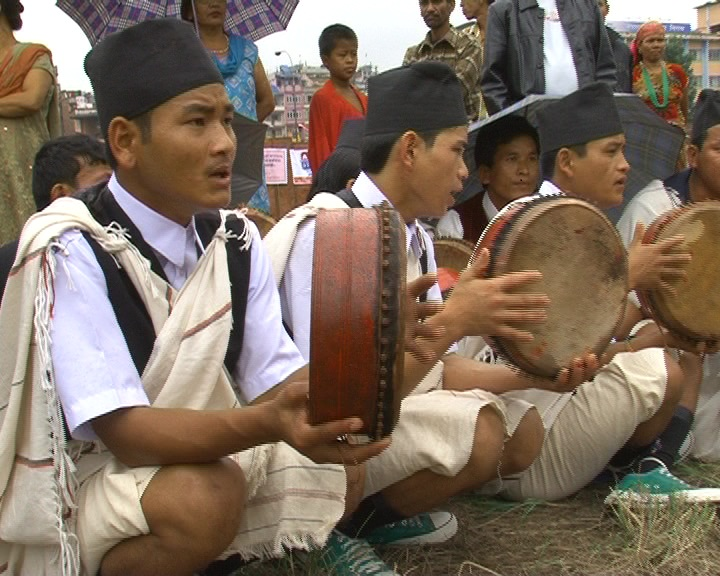
Ejecutantes tocando un tambor damphu.

El damphu, o damfoo, es un instrumento de percusión membranófono perteneciente al grupo de los tambores de marco. Este es un instrumento musical desarrollado por la comunidad autóctona tamang en Nepal. 

## Características
El instrumento está formado por un aro de madera, de unos 10 centímetros de espesor, y cuyo vano está cubierto por uno de los cantos con piel muy lisa y estirada (pergamino), posee asimismo 32 pequeñas clavijas de bambú colocadas radialmente sobre el aro que ayudan a fijar el pergamino, y una larga manija de madera. Se toca haciendo resbalar uno o más dedos por el parche, o bien golpeándolo con ellos o con toda la mano. El damphu es similar a una pandereta grande. Se utiliza este instrumento para acompañar la música melódica de los tamang selo. 
Este instrumento folclórico antiguo junto con los ritmos Tamang Selo tiene gran importancia e influencia sobre otros ritmos musicales folclóricos de Nepal. Es fácil aprender a tocar el damphu.

## Uso
El damphu forma parte de las tradiciones culturales del pueblo tamang. El pueblo tamang utilizan el damphu en cada eventos tales como ceremonias de casamiento, ceremonias funerarias, en ocasiones diversas y rituales y en festivales. Utilizando canciones acompañadas por el damphu el pueblo tamang expresa su alegría, tristeza y recuerda a sus ancestros como también recita su historia. El damphu simboliza a Buda y a Bodhisatwa, las 32 varillas de bambú repesentan los 32 símbolos de Buda.